# ベントレー・コンチネンタルGT
コンチネンタルGT（Continental GT ）は、イギリスの自動車メーカーベントレーが販売する高級車。コンチネンタルRの後継となる4シータークーペで、姉妹車種として4ドアセダンのコンチネンタル・フライング・スパーが存在する。
本項ではGTをベースとしたオープンカーのコンチネンタルGTC（Continental GTC ）、またGT及びGTCをベースとした高性能モデルのコンチネンタル・スーパースポーツ（Continental Supersports ）、コンチネンタル・スーパースポーツコンバーチブル（Continental Supersports Convertible ）についても解説する。

## 初代 (2003年-2010年)
2002年のモンディアル・ド・ロトモビルでGTのプロトタイプを発表。2003年のサロン・アンテルナショナル・ド・ロトで量産型を発表した。
エンジンはフォルクスワーゲン製の6.0L W型12気筒エンジンをツインターボで過給したもので、最高出力は560PS/6,100rpm、最大トルクは66.3kgm/1,600rpmである。
トランスミッションはZF製マニュアルモード付き6速AT、駆動方式はAWDである。
内装は天然木や本革をふんだんに用いた豪奢なものとなっている。
2003年11月、日本で販売を開始。価格は1990万円。
フライング・スパー
2005年のサロン・アンテルナショナル・ド・ロトでGTの4ドアバージョンであるフライング・スパーを発表。
GTC
2006年のニューヨーク国際オートショーで電動式ソフトトップを備えるGTCを発表、同年10月に日本でも発売された。価格は2395万円。
ソフトトップはドイツのカルマンが制作し、エンジンとトランスミッション、駆動方式はGTと同一である。
GTスピード
2007年8月、GTをチューンアップした最速モデルGTスピードを発表。エンジンは最高出力610PS、最大トルク76.5kgmを発生し、最高時速は326km/h(202mph)に達する。また、グリルの塗装やマフラーなどエクステリアにも若干の変更を受けている。
GTCスピード
2009年、GTスピードと同じエンジンを搭載したGTCスピードを発表。価格は2860万円。
GTZザガート
2008年、コーチビルダーのザガートによるGTZザガートを発表。サロン・アンテルナショナル・ド・ロトでお披露目された。
スーパースポーツ
2009年2月、GTをチューンアップと軽量化を行い、2シーターにしたスーパースポーツを発表。エンジンは最高出力630PS、最大トルク81.6kgmを発生し、車両重量はGTスピード比で110kg軽量化された。価格は3150万円。
スーパースポーツコンバーチブル
2010年4月、スーパースポーツを4シーターにしたコンバーチブル版を発表。価格は3300万円。
スーパースポーツコンバーチブルISR
氷上での世界最速記録を更新した記念に発売されたモデル。ISRはアイス スピード レコードの略。

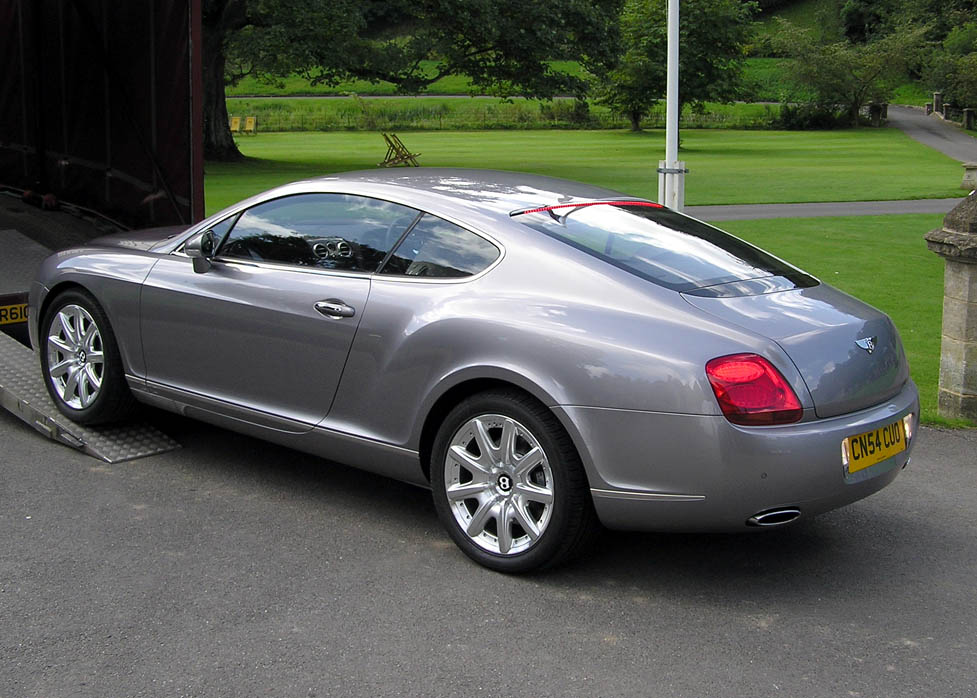
GTのリア
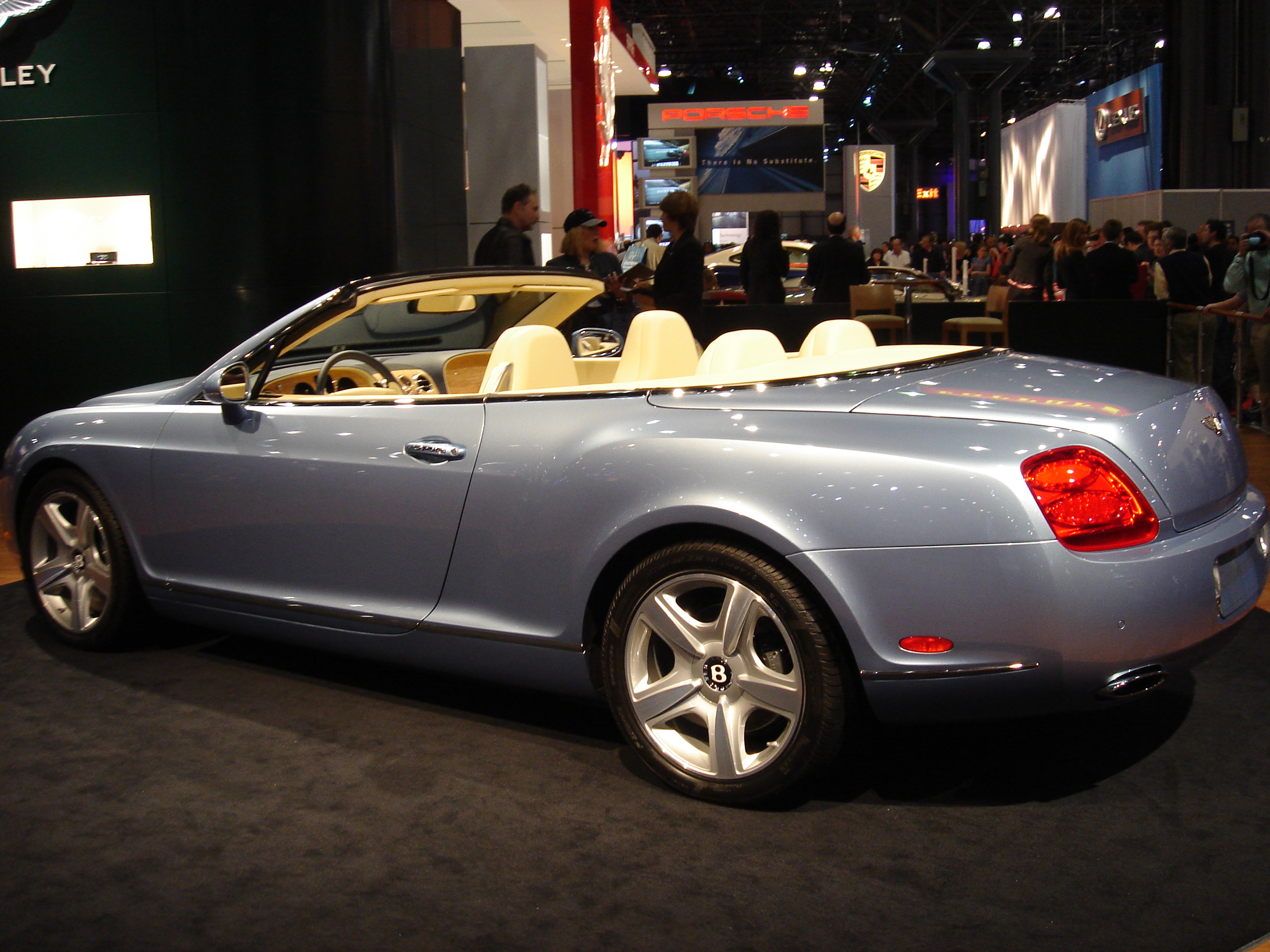
GTCのリア（オープン時）
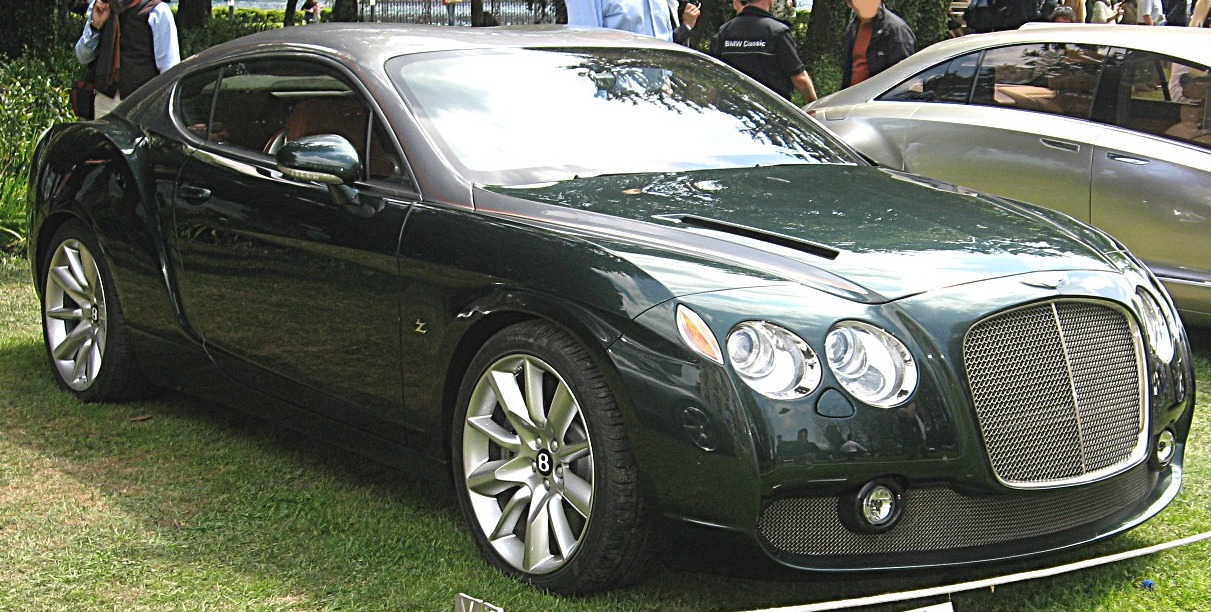
GTZザガートのフロント
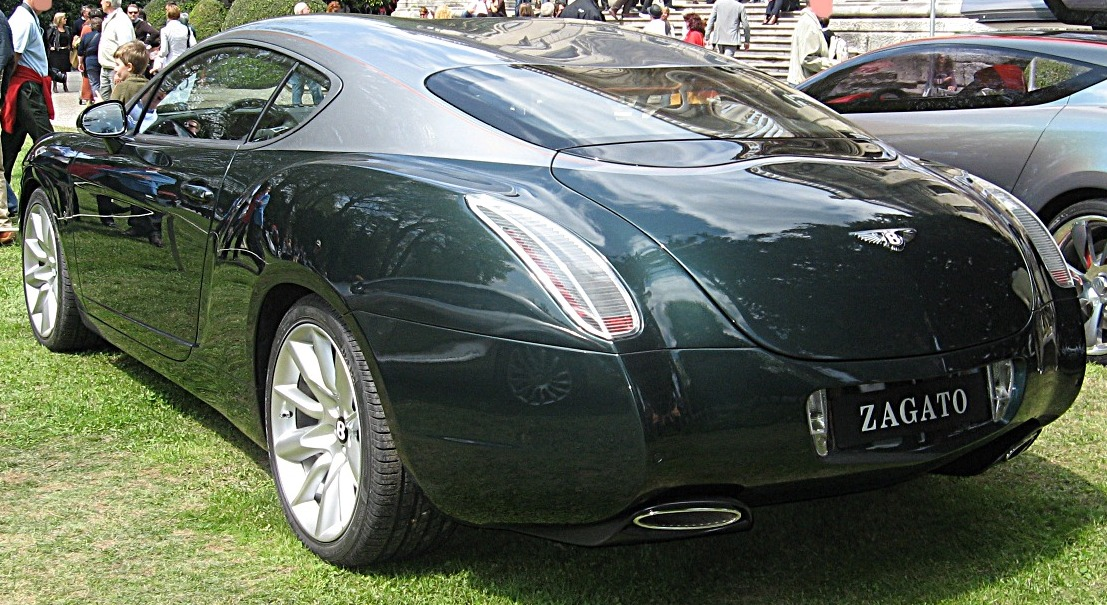
GTZザガートのリア
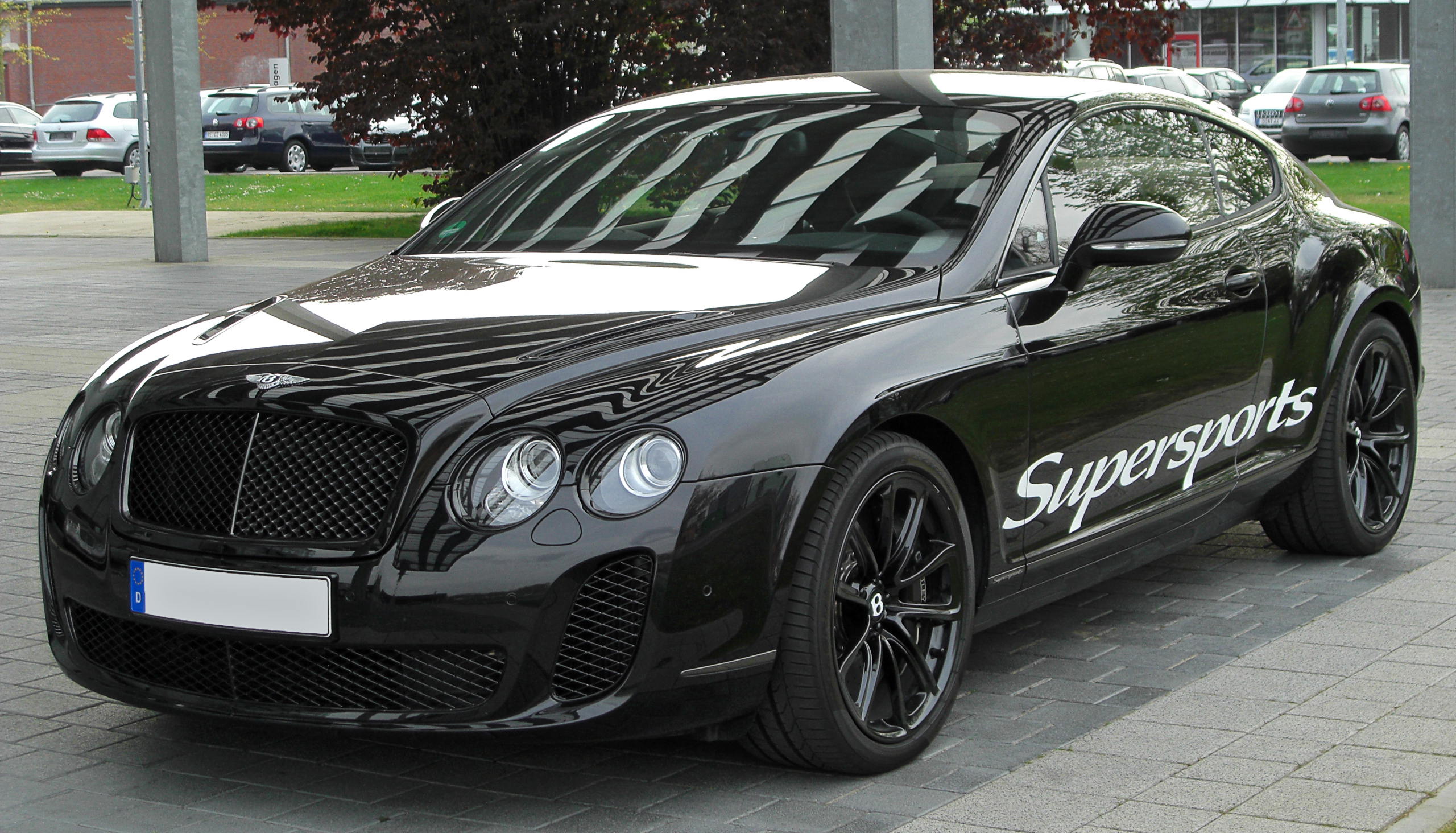
スーパースポーツのフロント
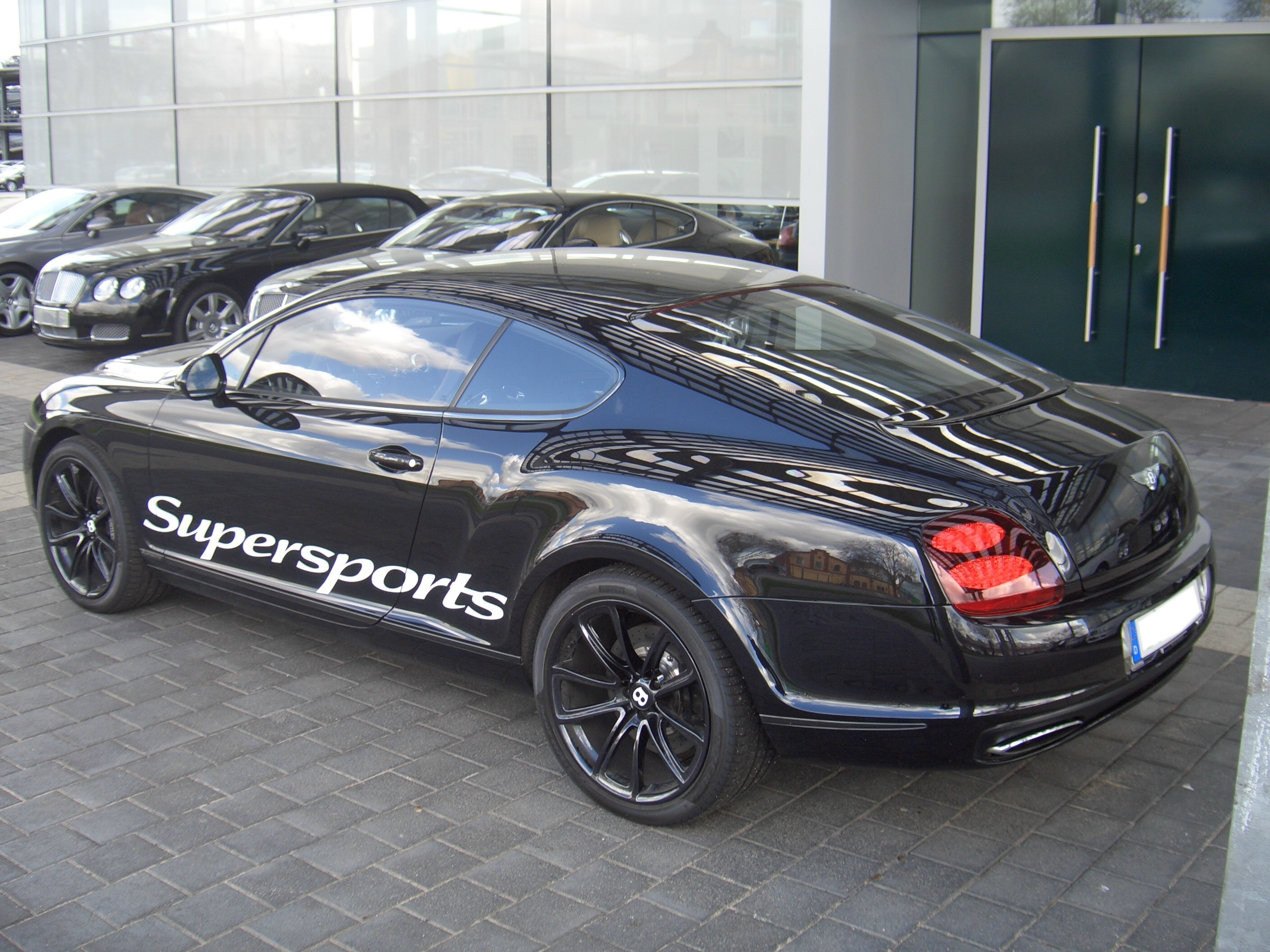
スーパースポーツのリア
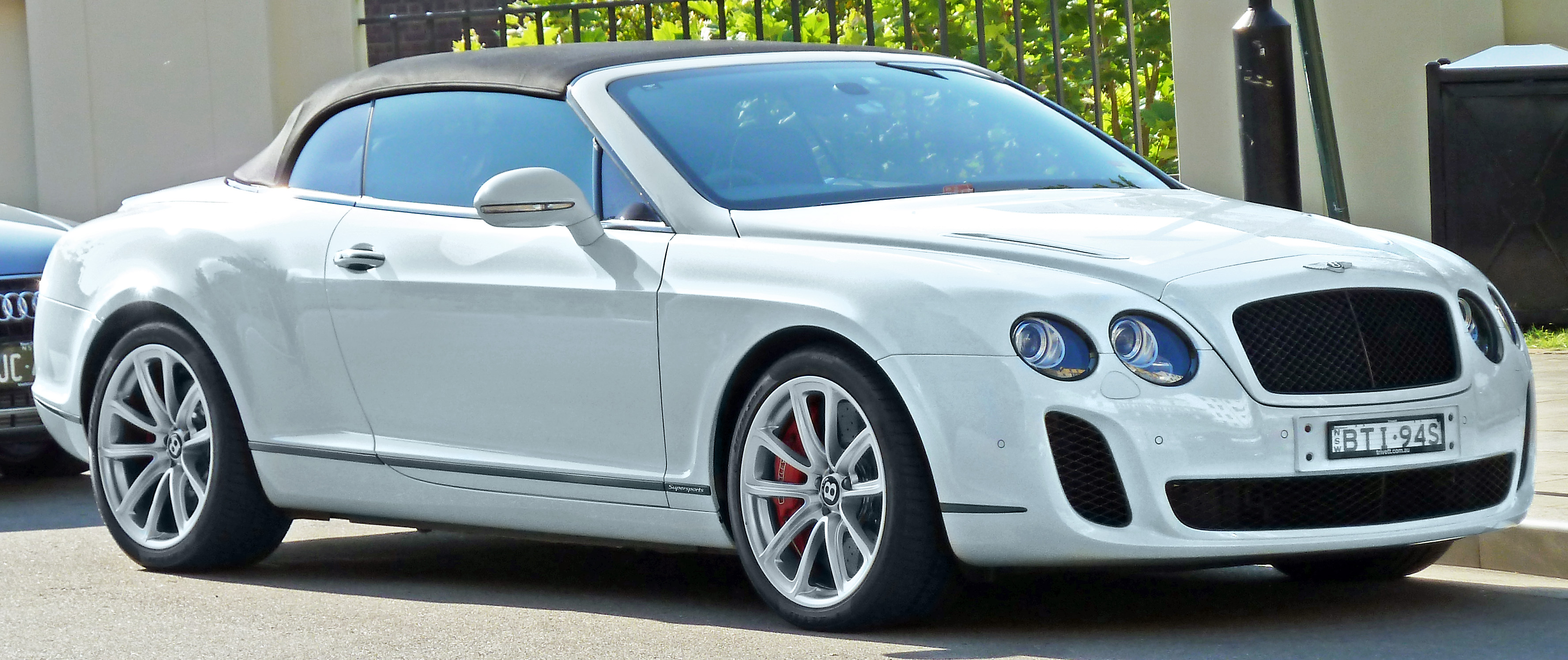
スーパースポーツコンバーチブルのフロント
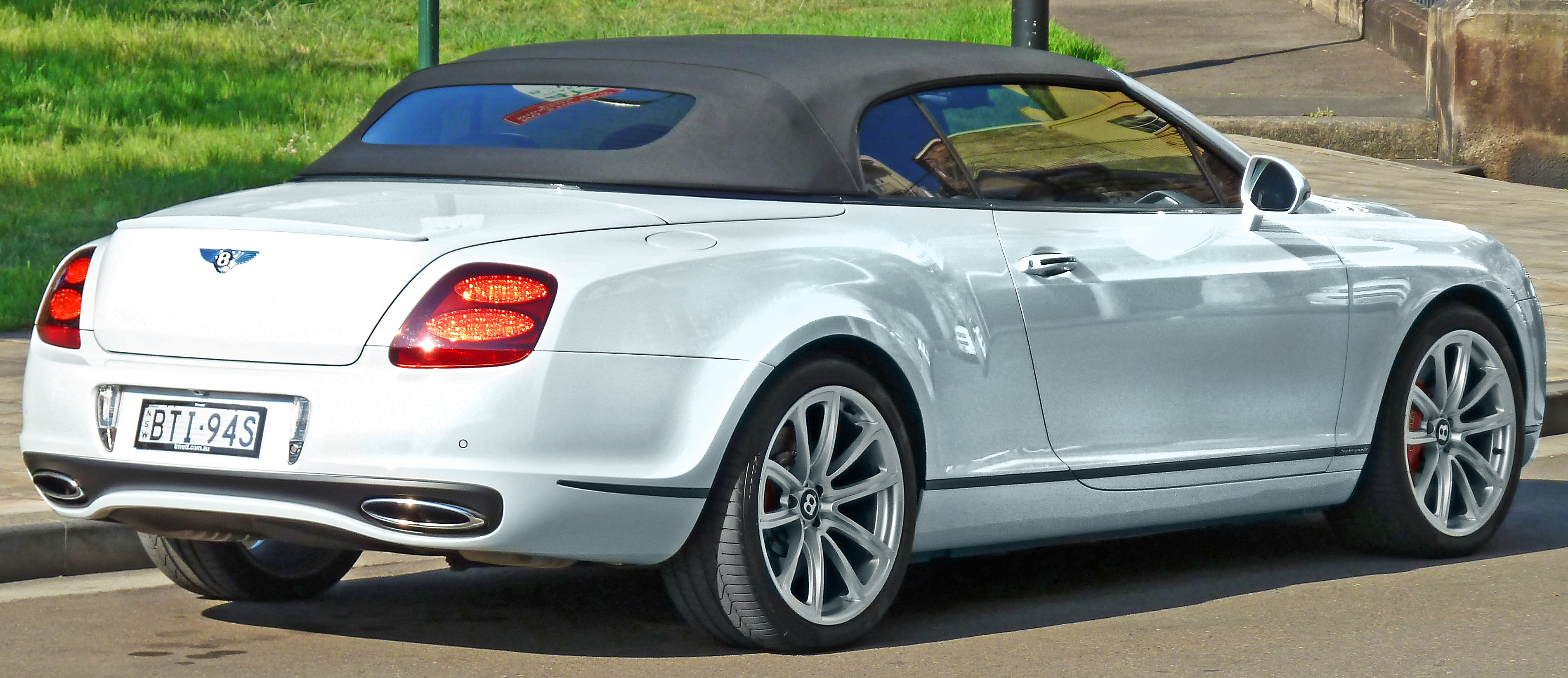
スーパースポーツコンバーチブルのリア
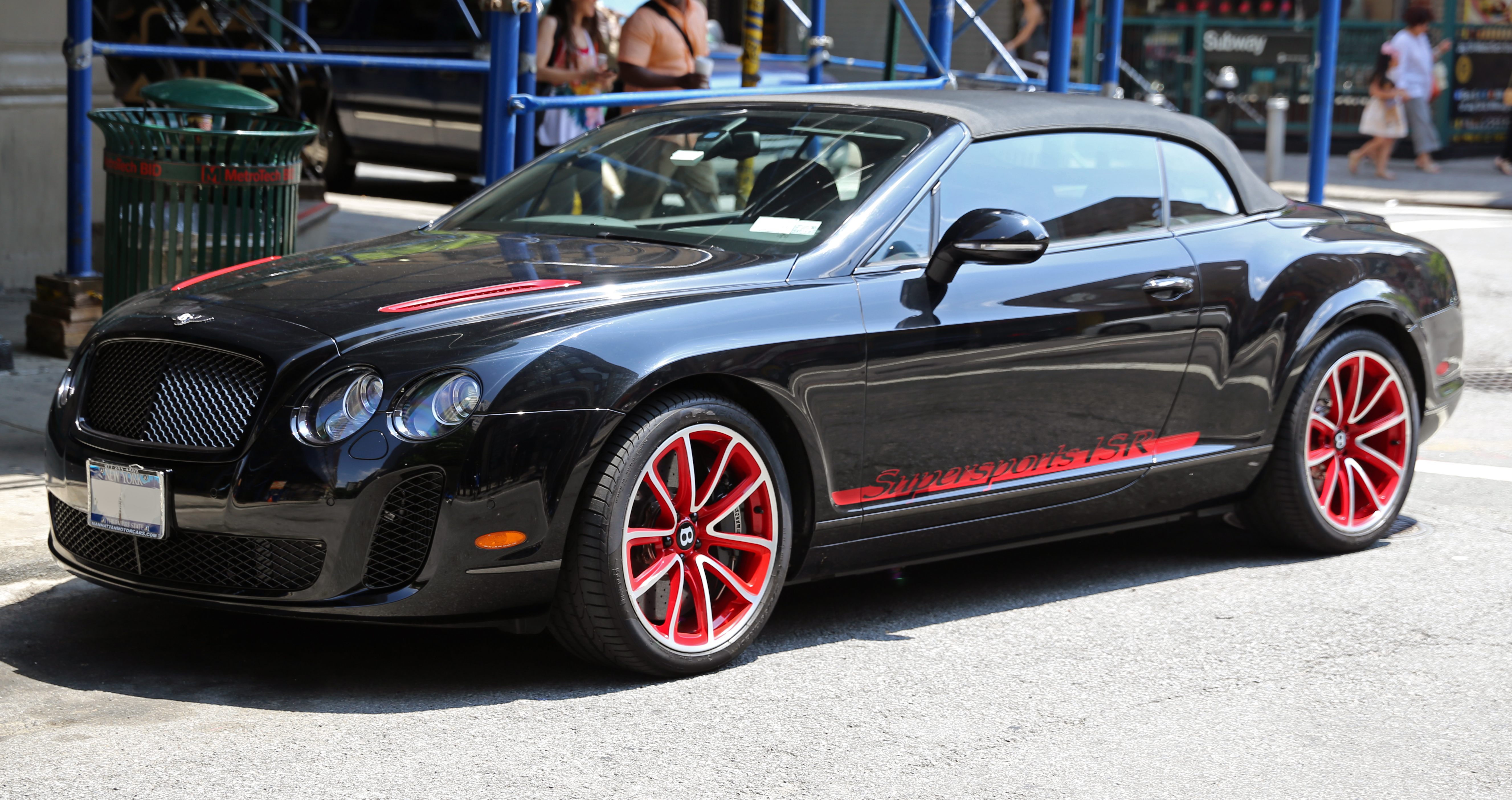
スーパースポーツコンバーチブルISRのフロント
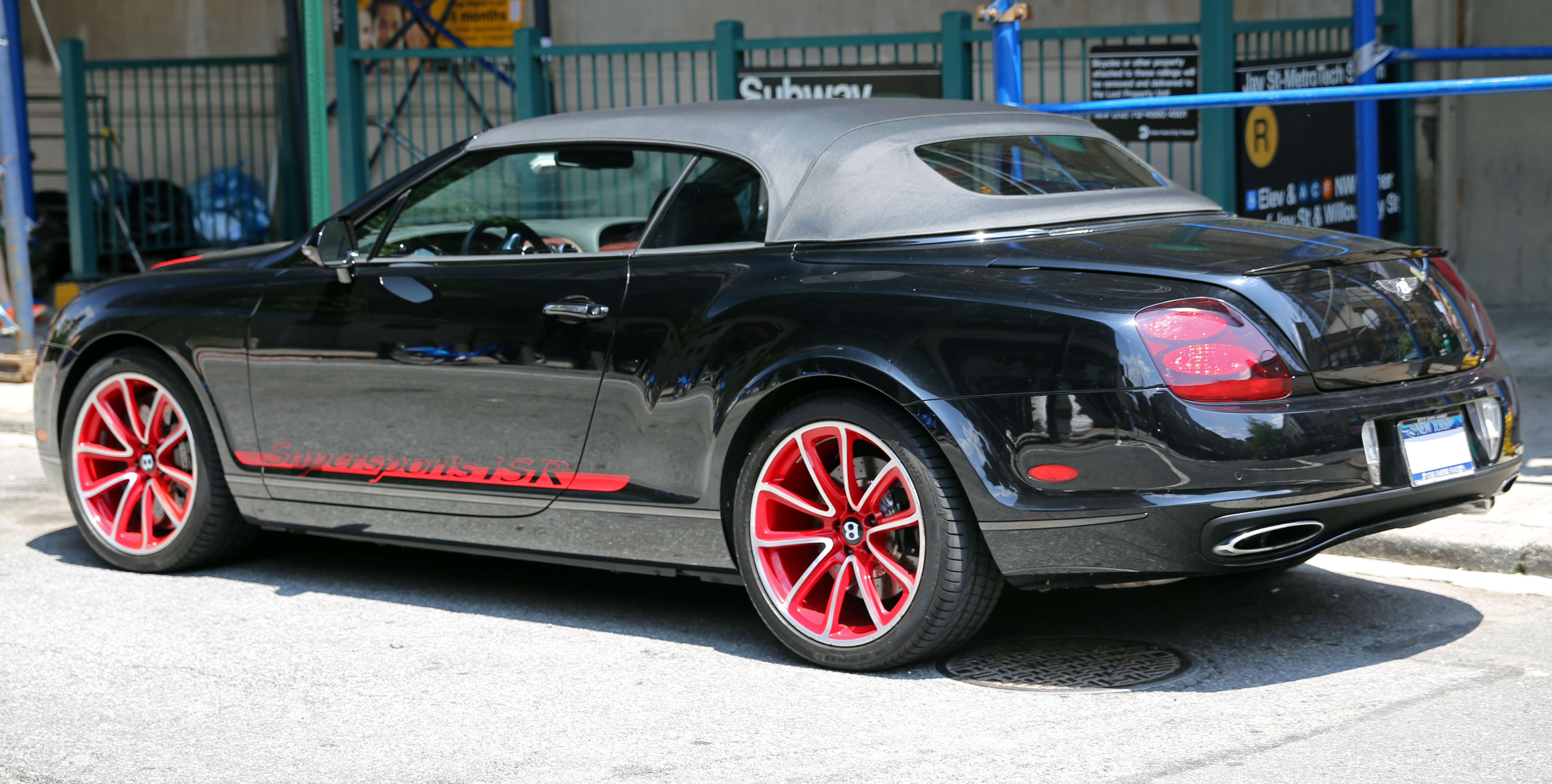
スーパースポーツコンバーチブルISRのリア
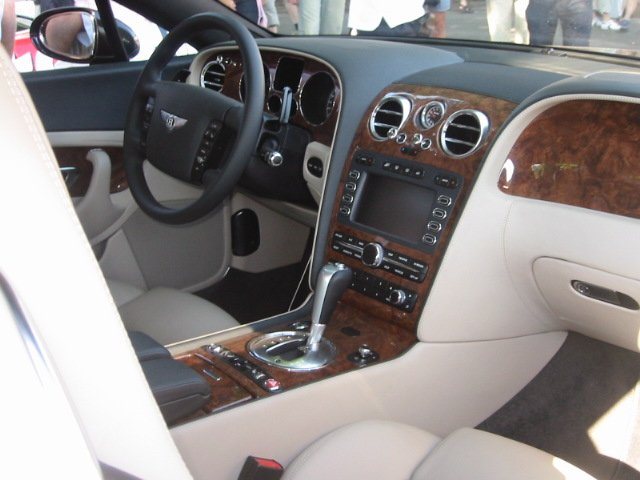
GTのダッシュボード
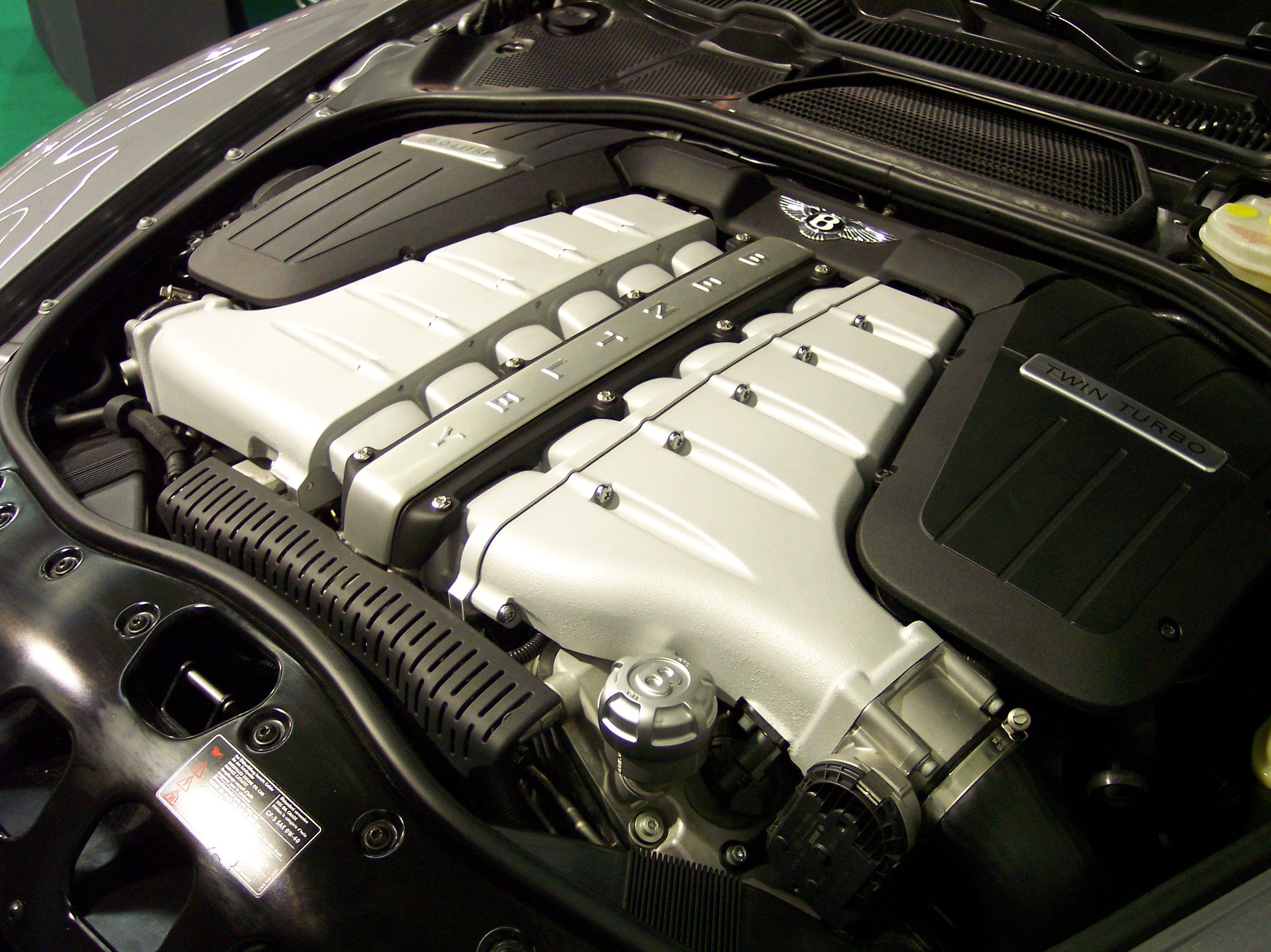
6.0L W12エンジン

2010年10月のモンディアル・ド・ロトモビルにおいて、モデルチェンジが発表された。デザインはキープコンセプト。また、新たにV8エンジンの搭載がアナウンスされた。

## 2代目 (2010年-2017年)
コンチネンタルGT
新型コンチネンタルGTは2011年モデルとして発表された。2010年11月にクーペのみ発表された。初代から引き継がれるW12エンジンに加え、アウディとの共同開発となる気筒休止機構付4.0L V8エンジンが搭載された。
2011年2月、日本市場において発表された。価格は2,415万円で、同年6月から納車開始された。
コンチネンタルGTC
2011年9月、新型コンチネンタルGTCをフランクフルトモーターショーでワールドプレミアされた。
2011年12月、日本市場において発表された。価格は2,640万円で、2012年4月以降から納車予定である。
コンチネンタルGT3
2013年のグッドウッド・フェスティバル・オブ・スピードで、コンチネンタルGTをベースにしたFIA-GT3レギュレーションに準じた競技用車両が発表された。開発には世界ラリー選手権 (WRC) でフォードワークスとして知られるMスポーツが協力している。
エンジンは4.0L V8ツインターボエンジンをピポ・モチュール社がチューニング。ドライサンプ化し大幅なパワーアップが施されているが、ベースになっているエンジン自体はコンチネンタルGT V8と同一である。しかし車体は見た目こそコンチネンタルGTであるが、2t以上の車重を限界まで軽量化を施し1t以上の軽量化に加え、GT3のレギュレーションに準じ4輪駆動からトランスアクスルのFR駆動へと変更されている。2014年からデリバリーを開始すると同時に、ベントレーワークスチームによるブランパン耐久シリーズへの参戦を行い、参戦初年度でシリーズ2位を獲得した。
コンチネンタルGT3-R
2014年にコンチネンタルGT V8 Sをベースにして、コンチネンタルGT3で得たノウハウを加えたモデルとして世界限定300台で発売された。
エンジンはターボの過給圧アップや吸排気系の見直しで580馬力までアップすると同時に、リアシートを省いて2名乗車化するなどで100kgの軽量化などスポーティーに振った改良が施されている。
コンチネンタルスーパースポーツ
2017年にデトロイトモーターショーで発表された。エンジンは6.0L W12気筒に新開発のツインターボを組み合わせ、最高出力710PS、最大トルク103.7kgmを発揮する。GT3-Rで初めて採用されたトルクベクタリングシステムを改良して搭載し、外装もスーパースポーツ専用にアップグレードされている。750台限定で生産され、クーペとコンバーチブルの両方が用意されている。

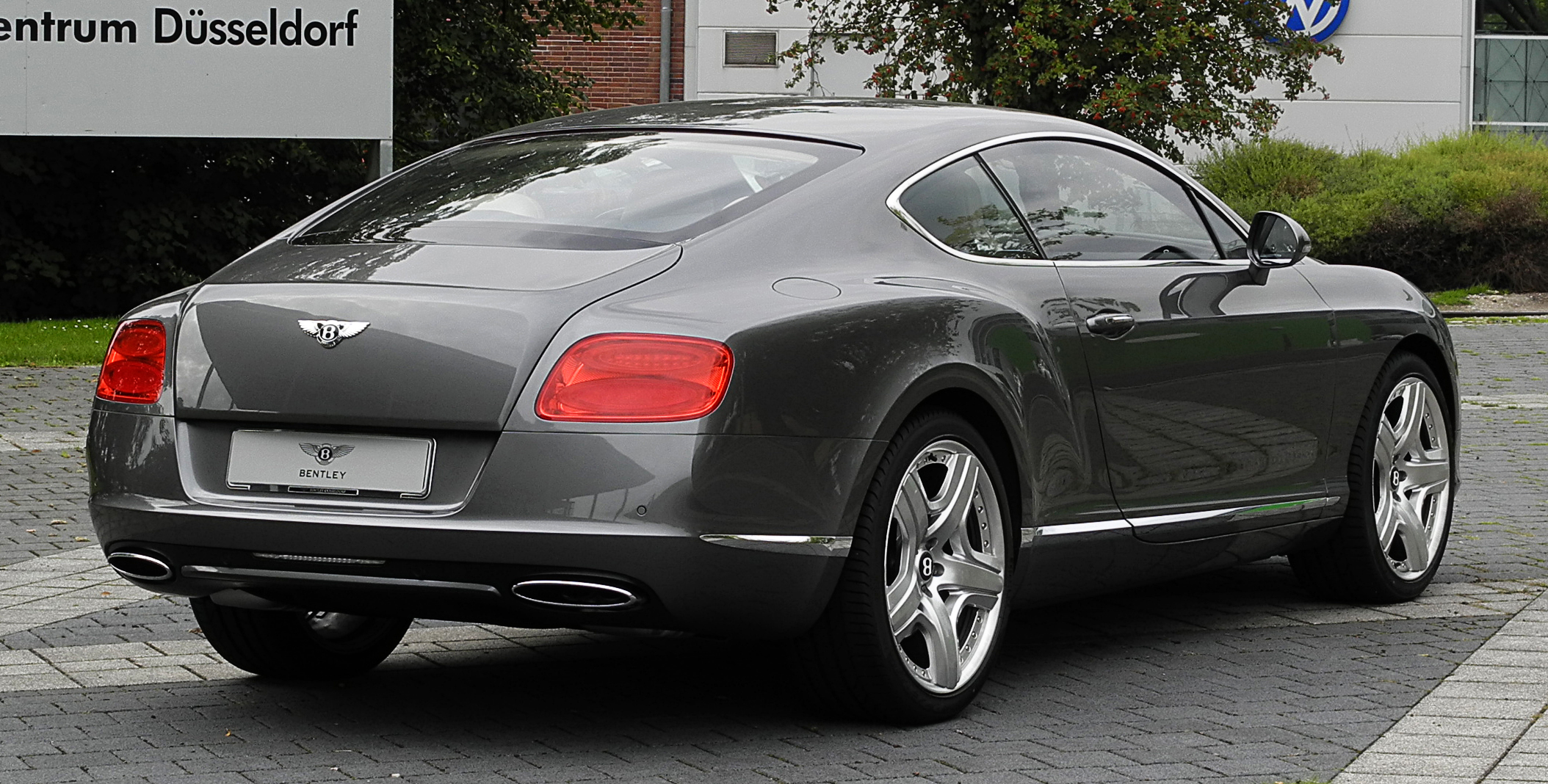
GTのリア
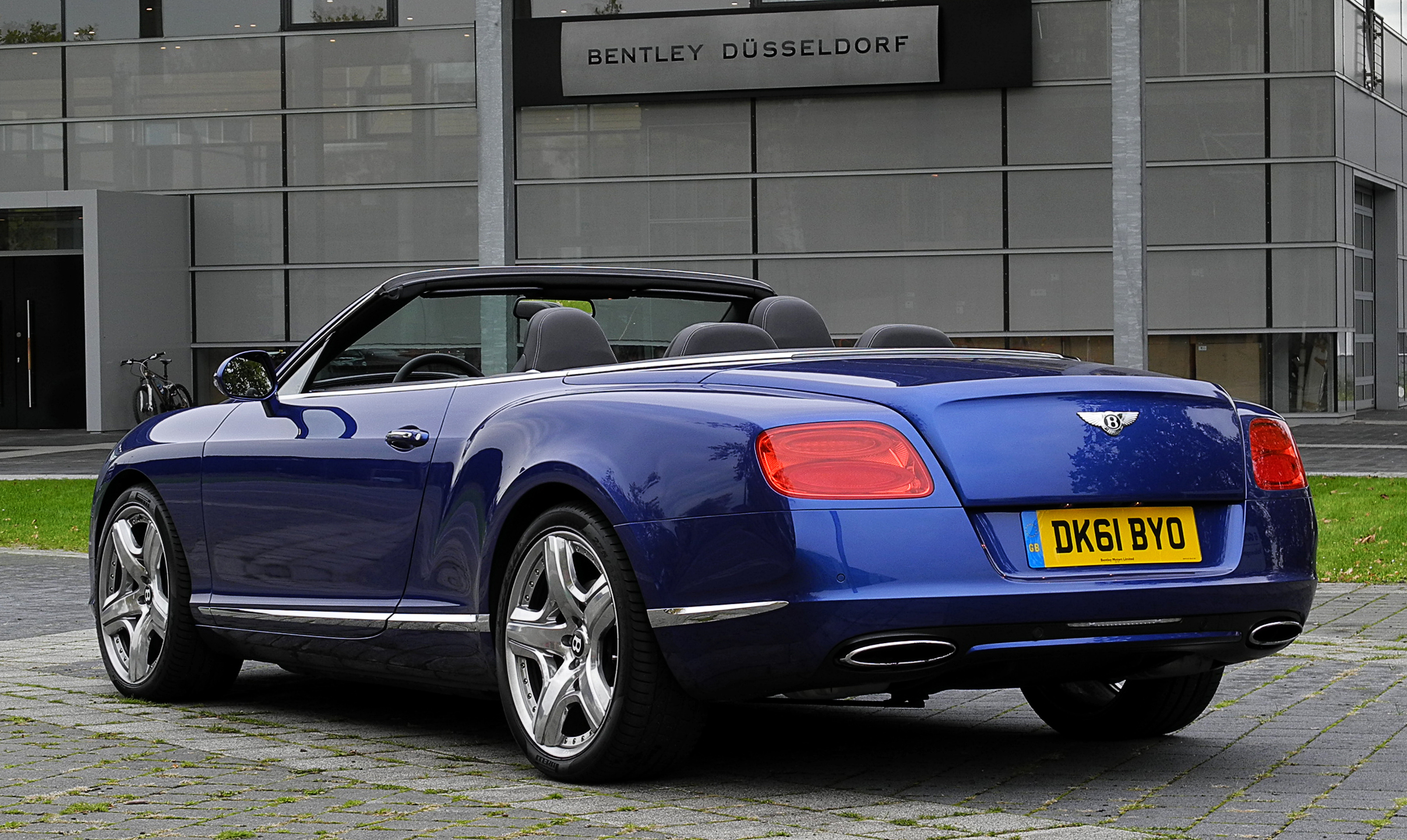
GTCのリア（オープン時）
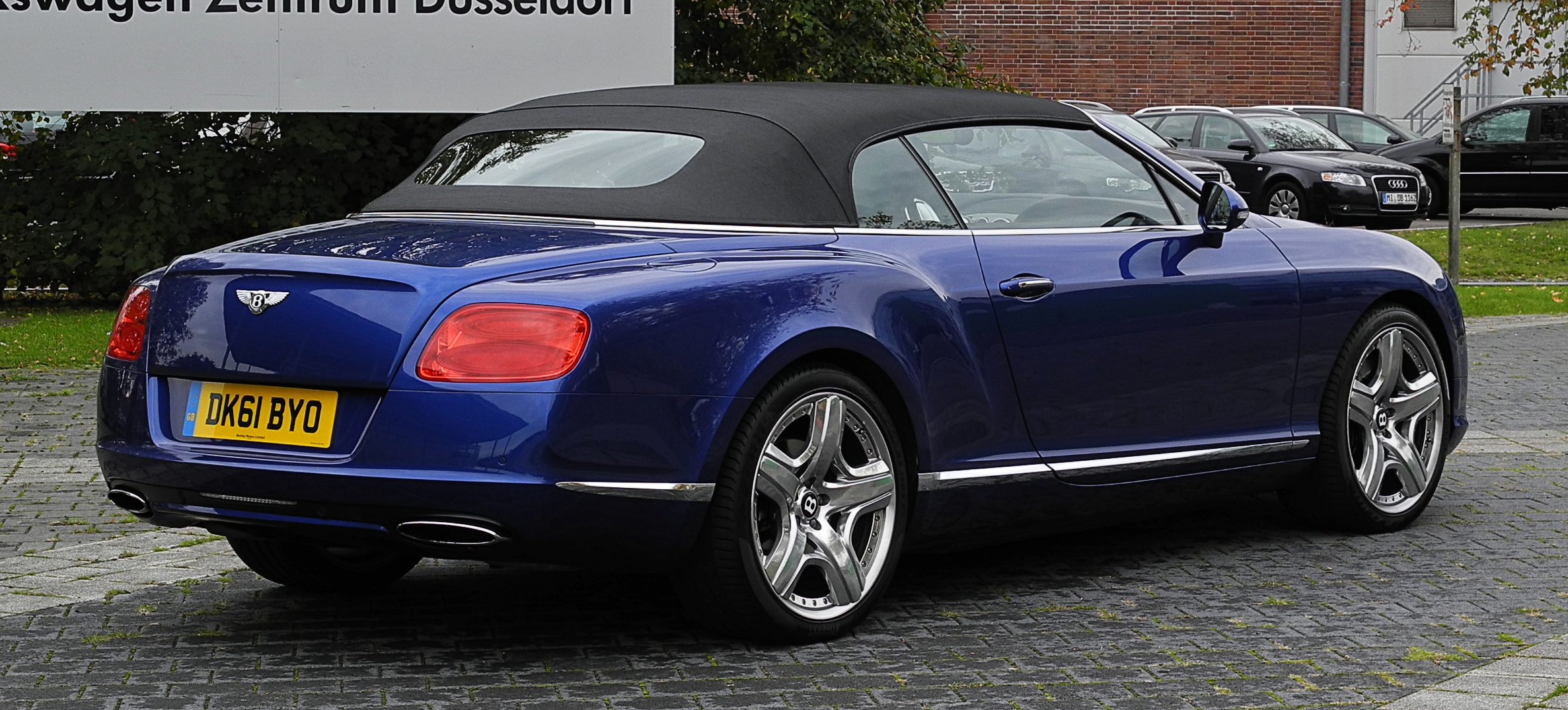
GTCのリア（クローズ時）
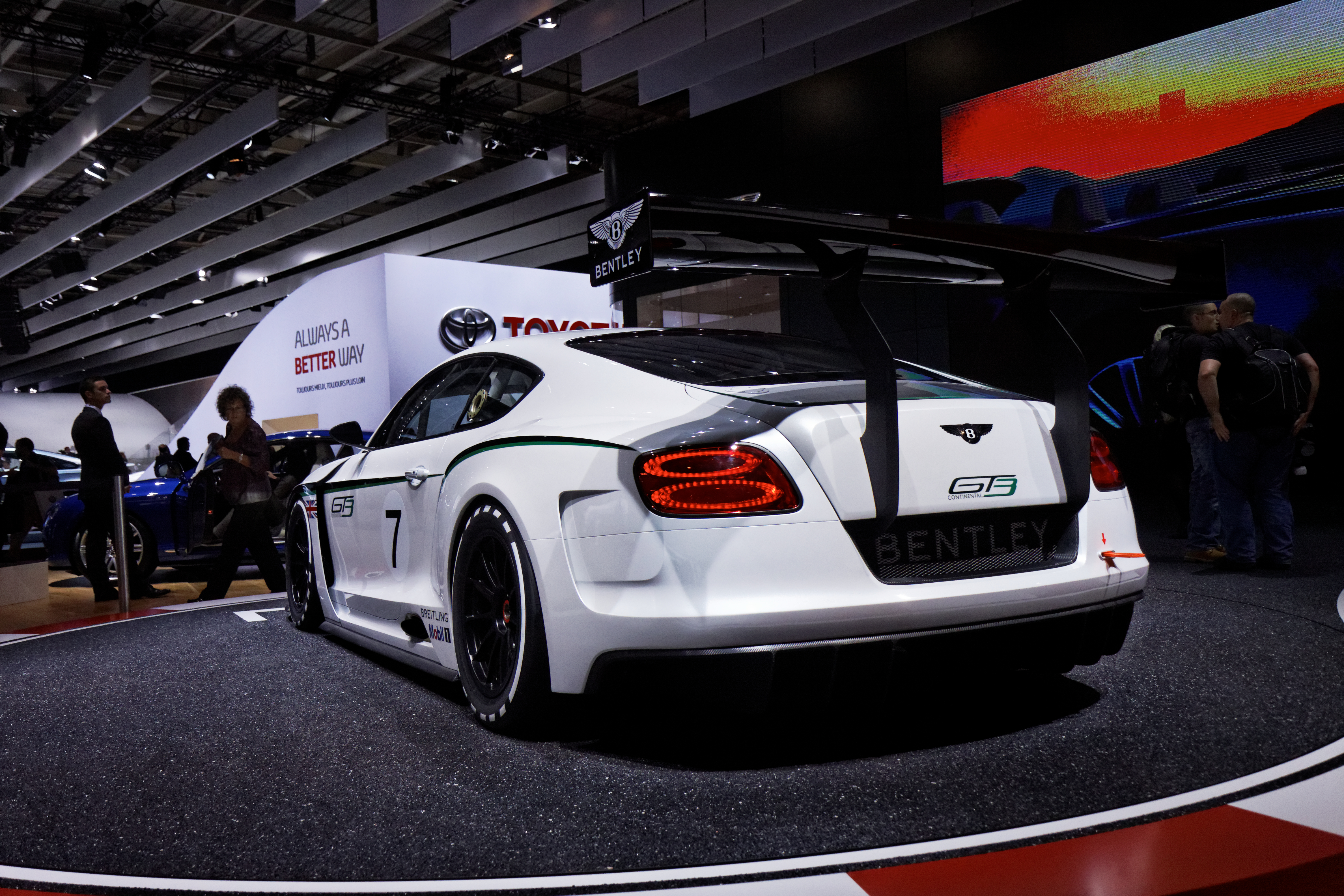
GT3のリア
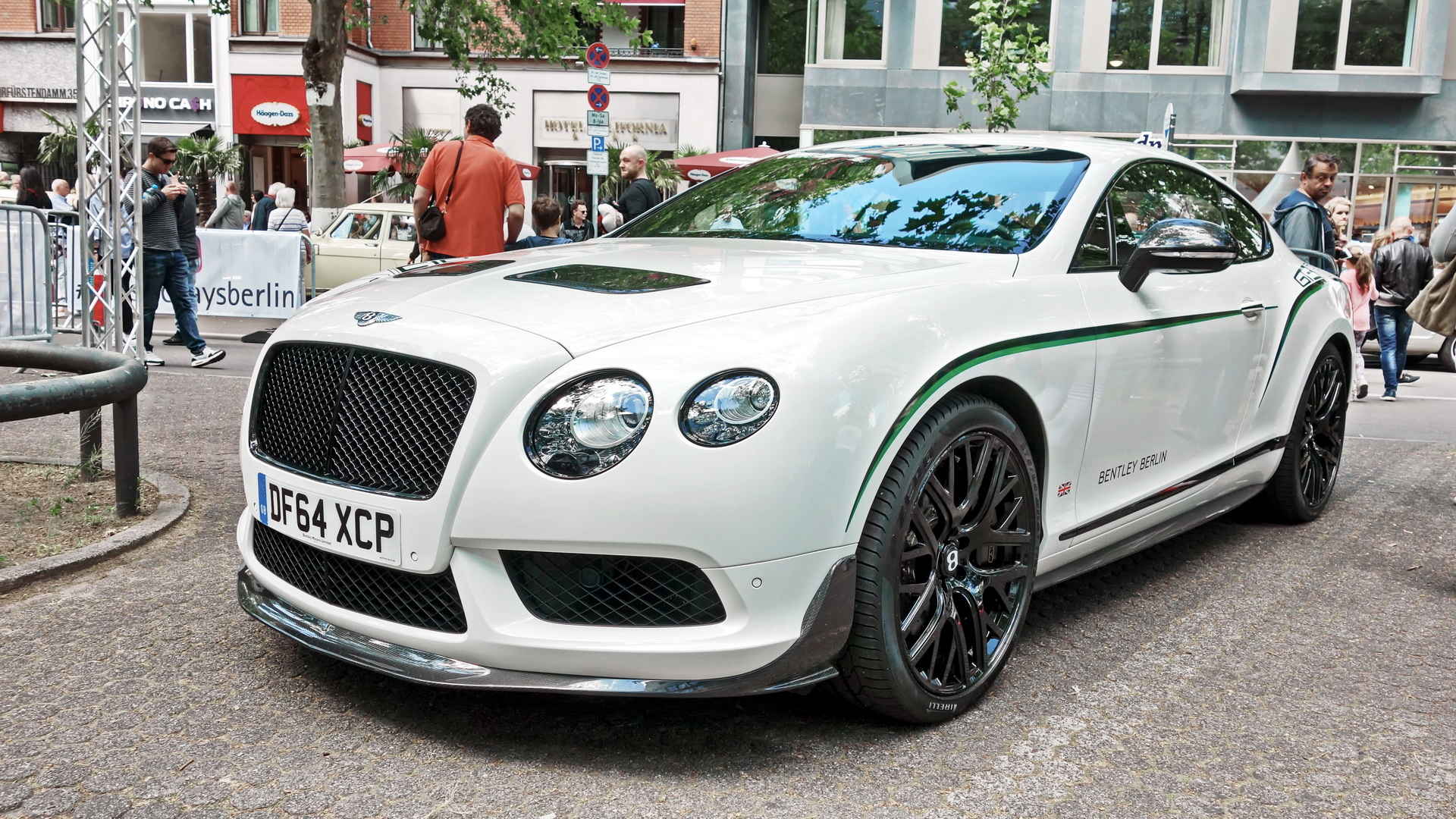
GT3-R
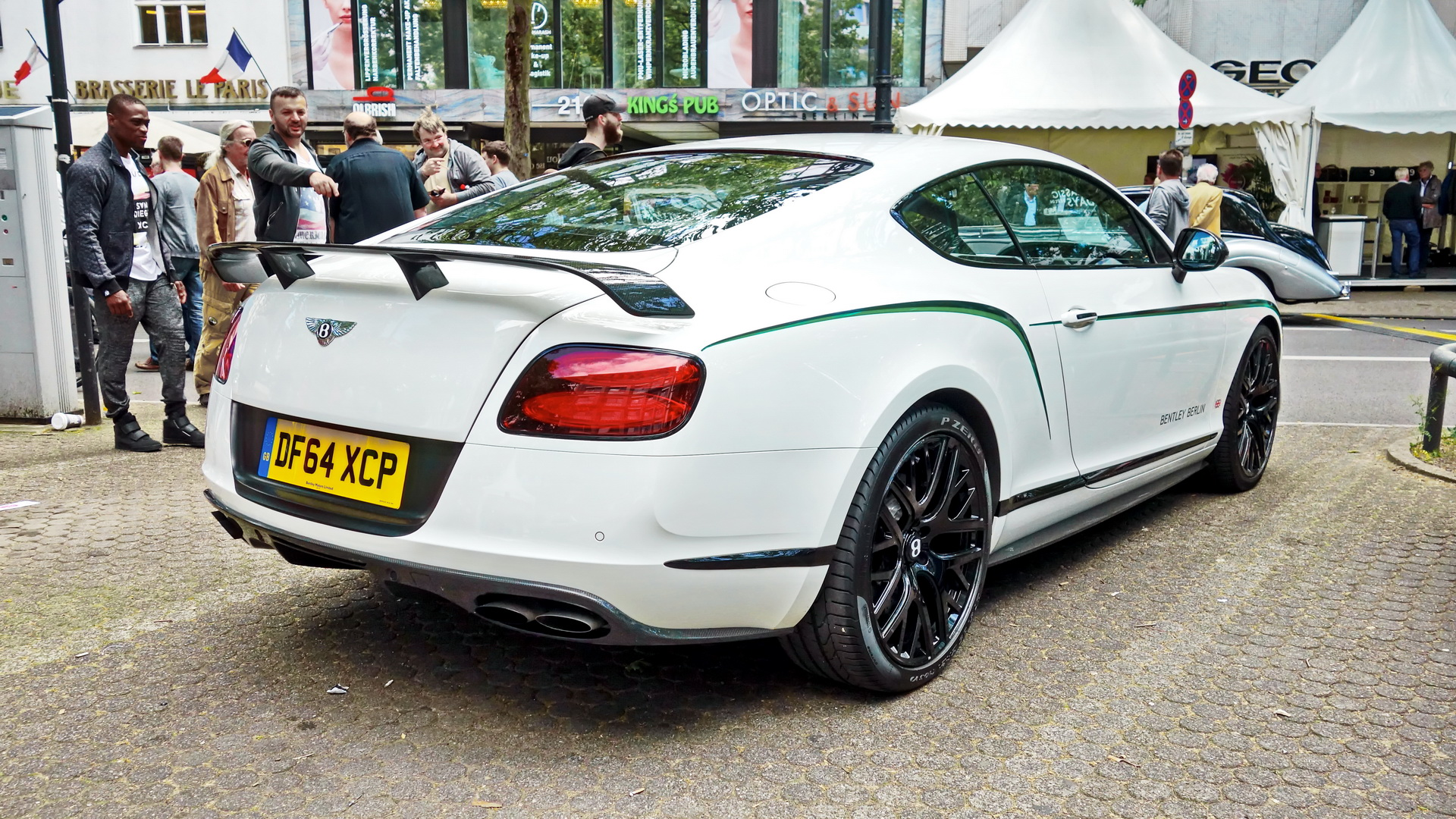
GT3-Rのリア
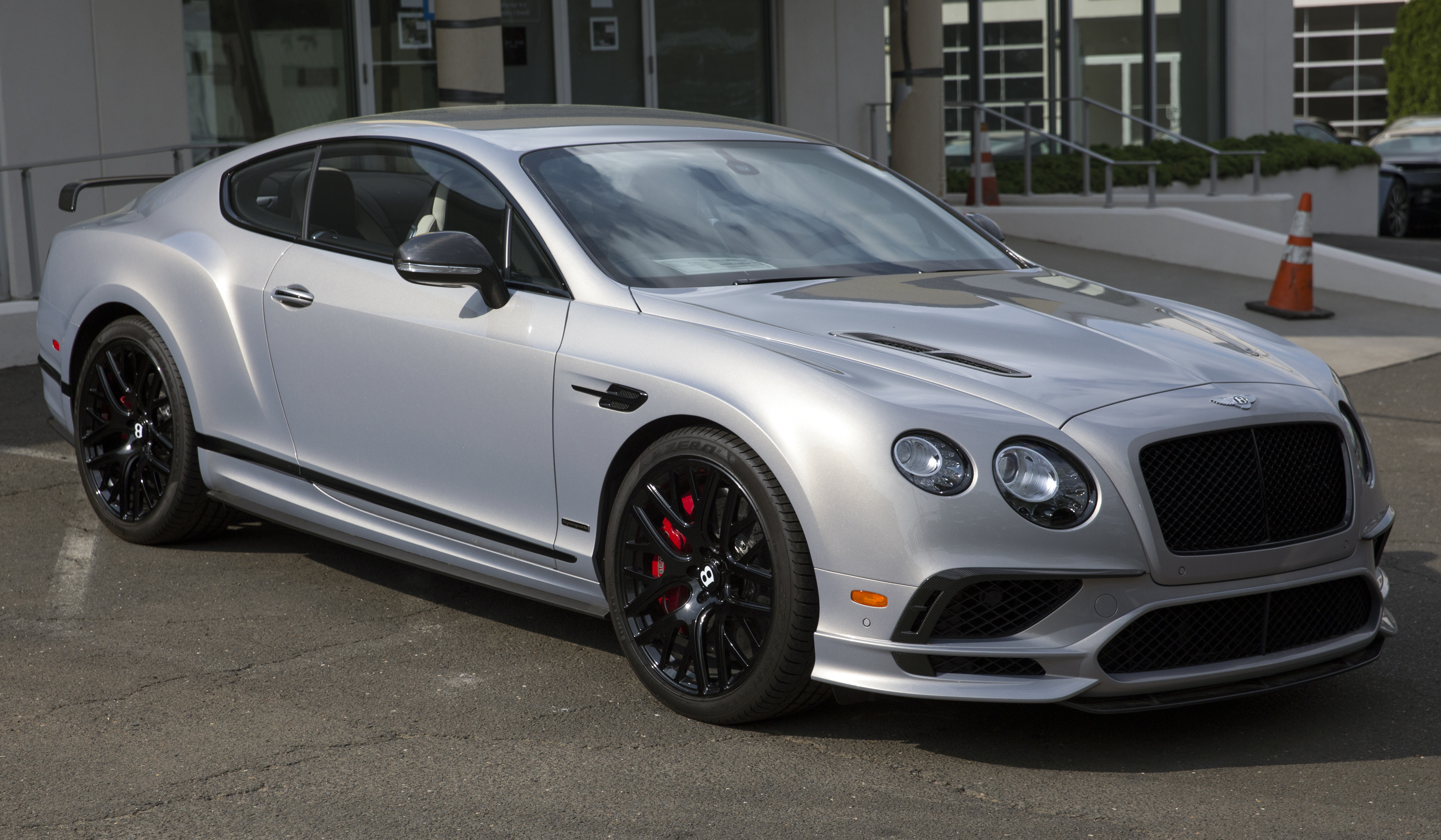
スーパースポーツ
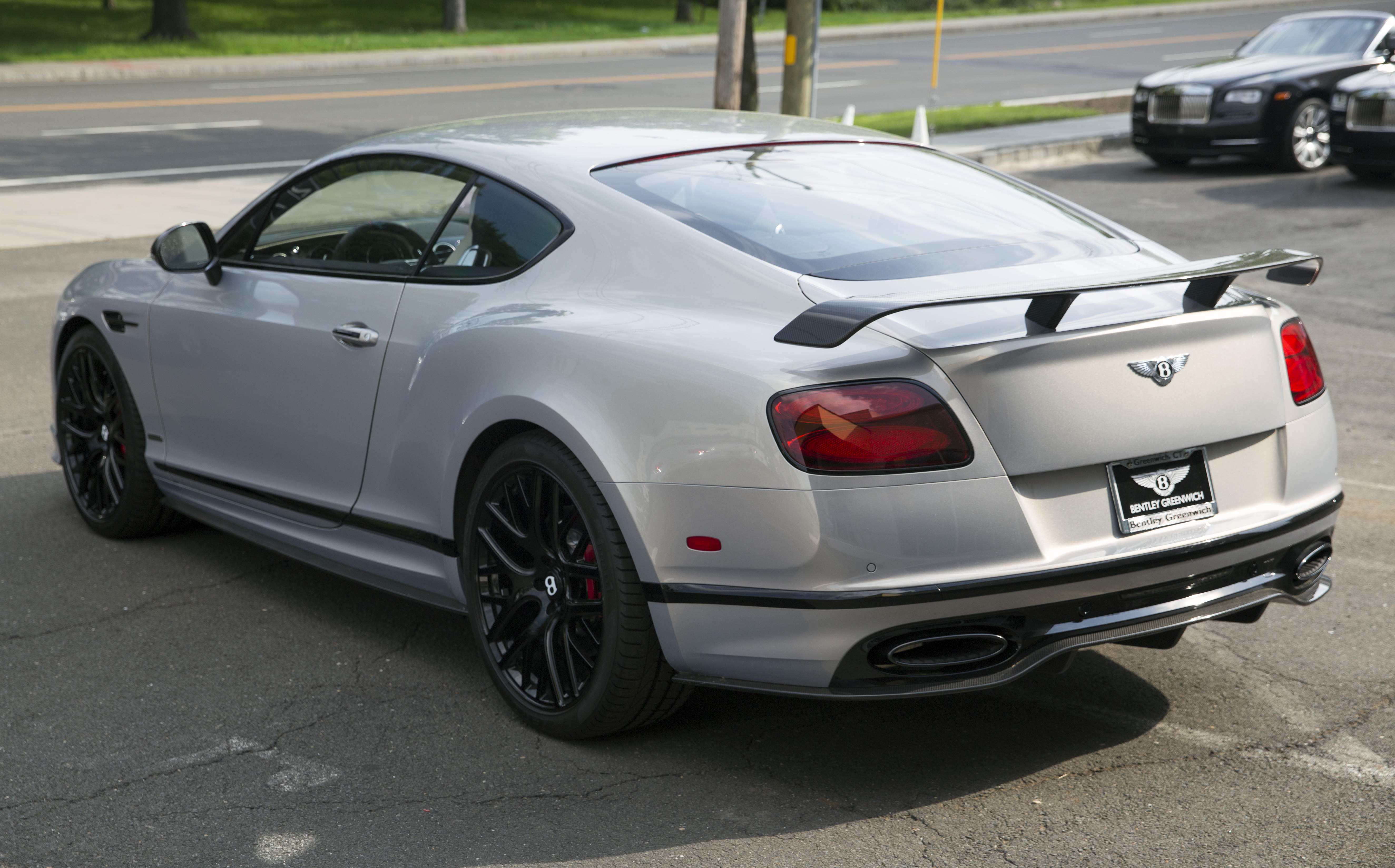
スーパースポーツのリア

## 3代目 (2017年-)

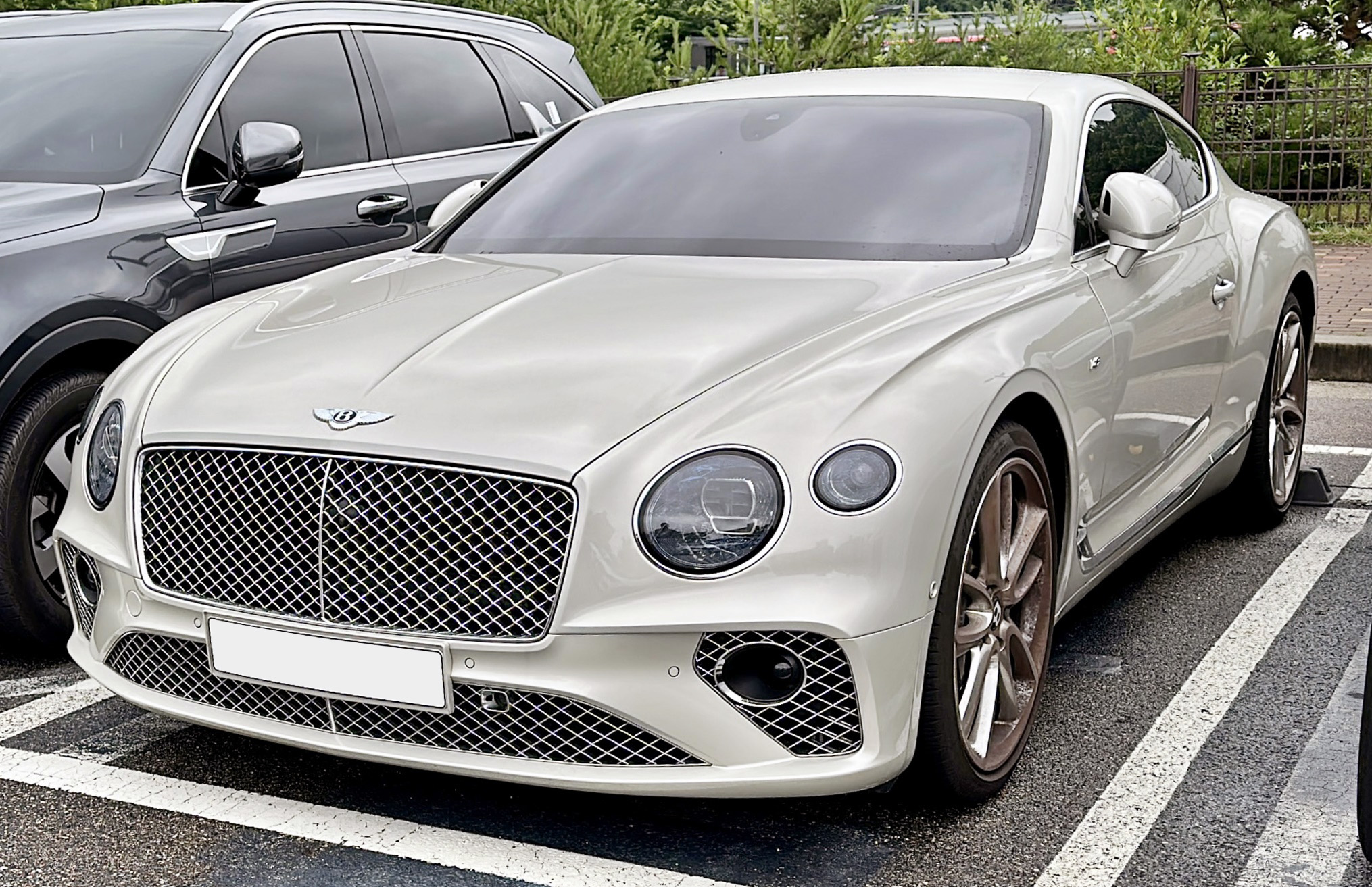
3代目コンチネンタルGT (3S型)

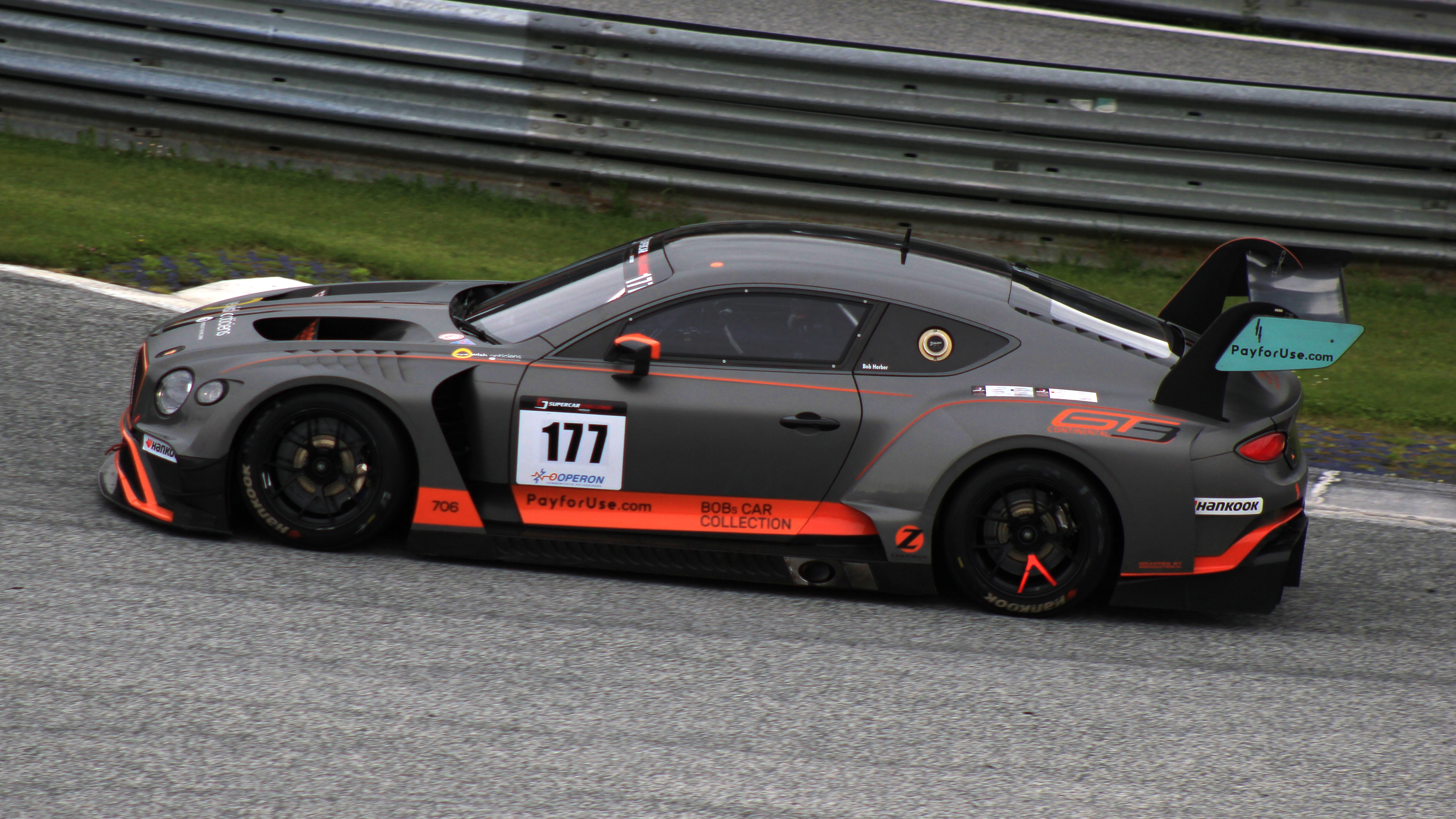
GT3

2017年8月29日、フランクフルトショーにて発表された。エンジンはブラッシュアップされた6リッターW12エンジンが搭載され、最高出力が635ps、最大トルクは900Nm。
2018年11月26日、オープンモデルの「コンチネンタルGTコンバーチブル」が発表された。
2019年3月18日、V8エンジンを搭載した「コンチネンタルGT V8」と「コンチネンタルGT V8コンバーチブル」が発表された。
2019年6月27日、創業100周年を記念して「コンチネンタルGTコンバーチブル ナンバーワンエディション」が発表された。限定100台。

### 日本での販売
2017年12月19日、日本市場において発表された。価格は2530万円。
2018年11月26日、オープンモデルの「コンチネンタルGTコンバーチブル」が発表された。価格は2818万円。
2019年9月17日、「コンチネンタルGT V8」「コンチネンタルGT V8コンバーチブル」の導入が発表された。エンジンは最高出力550PS、最大トルク770N・mの4リッターV8ツインターボエンジンが搭載された。価格はクーペが2498万1000円、コンバーチブルが2736万8000円。

## 氷上の最速記録
2007年初頭、WRCで4度のワールドチャンピオンに輝いたユハ・カンクネンがロールケージとスパイクタイヤを装着して、燃料系を寒冷地仕様としたGTで氷上の世界最速記録に挑戦した。フィンランドのオウルで、それまでブガッティ・EB110が持っていた296km/hを大幅に上回る平均321.6km/h、最速331km/hを記録し、世界最速記録を塗り替えた。